# Denis Maréchal
Pour les articles homonymes, voir Denis Maréchal (historien) et Maréchal.
Denis Maréchal est un humoriste et comédien français, né le 29 novembre 1969 à Lyon.

## Biographie
À 21 ans en 1990, Denis Maréchal souhaite devenir comédien. Dans ce but il quitte Lyon pour Paris où il suivra le cours Florent ; il gagne sa vie en tant que serveur dans un restaurant. Durant cette période, il rencontre Philippe Sohier, directeur d'un atelier de théâtre et futur metteur en scène de Christophe Alévêque. Après s'être installé à cet atelier, Denis écrit ses premiers sketches qu'il joue avec Bertrand Fournel.
En 1997 âgé de 28 ans, Denis Maréchal et Bertrand Fournel se produisent sur le plateau de l'émission Graines de star. Ils gagnent face à Jean Dujardin et reviendront à deux reprises défendre leur titre. Le duo est par la suite invité par Philippe Bouvard à venir participer à son émission Bouvard du Rire sur France 3.
Thierry Ardisson proposera par la suite à Denis Maréchal de participer à son émission estivale Vue sur la mer, dans le rôle du barman.
Entre 1997 et 1999, Philippe Richard, directeur du Carré Blanc, lui ouvre les portes de son cabaret afin d'intégrer la nouvelle Bande du Carré Blanc. La Bande du Carré Blanc participe alors à de nombreuses émissions : Soirée d'Enfer sur TF1, Graines de star sur M6, Demandez le Programme sur Comédie ! et Vivement dimanche sur France 2. Il participe au prix Coluche à Montrouge (banlieue parisienne) et est repéré par le programmateur de l'émission Graines de star sur M6. Ce dernier leur propose de passer l'audition au Carré Blanc, audition qu'ils passent avec succès.
Après l'expérience du duo et du groupe, Denis tente sa chance en solo et présente des sketches à Gérard Louvin et Claude Fournier, producteurs entre autres des Coups d'Humour sur TF1. Il est alors programmé régulièrement dans l'émission. En 2000, Denis Maréchal participe à la finale de cette émission ; il termine alors deuxième après Maxime.
Après avoir retravaillé ses textes et son jeu de comédien, Denis Maréchal est à nouveau sélectionné pour la finale des Coups d'Humour en 2001 et cette fois-ci gagne. Il signe alors un contrat avec Glem.
En 2005, il joue le rôle de Narses, général de Byzance dans le 75e épisode (Eunuques et Chauds Lapins) de la Saison 1 de Kaamelott. Il rejouera aussi dans un épisode de la saison 6 où le spectateur verra sa rencontre avec Arthur.
En 2005, Denis Maréchal se produit dans son premier one-man-show, J'dis franchement; puis en 2007 dans Denis Maréchal passe la seconde.
En 2007, il joue dans une douzaine de sketches humoristiques intitulés Gym Comic parodiant les clichés des salles de sports.
En 2008, il est présent au casting de la comédie La Personne aux deux personnes de Nicolas et Bruno.
En 2009, il rejoint la chaîne TMC pour y présenter avec Sandra Lou une nouvelle formule de l'émission Incroyable mais vrai ! (diffusée à l'origine sur TF1 de 2002 à 2007) intitulée Incroyable mais vrai : le mag.
Depuis juillet 2010, on le retrouve fréquemment dans le jeu Mot de passe, présenté par Patrick Sabatier et diffusé sur France 2 à 19 h. Son rôle consiste à aider les candidats à décrocher la cagnotte de 20 000 euros en essayant de deviner, ou faire deviner, des mots de la langue française.
En avril et mai 2011, il coprésente, avec Laurence Boccolini et Jean-Michel Zecca, Les Inconnus de A à Z, une émission en six parties consacrée au trio comique Les Inconnus.
Il est de retour sur scène en 2012, dans Denis Maréchal joue ! mise en scène par Florence Foresti.

## Filmographie

### Cinéma
- 2006 : Prête-moi ta main d'Éric Lartigau : le docteur
- 2008 : La Personne aux deux personnes de Nicolas et Bruno : l'infirmier audio-test
- 2008 : Nuit cannoise de Christian Vandelet : ?
- 2008 : Une chanson dans la tête de Hany Tamba : l'hôte de la soirée
- 2009 : La Première Étoile de Lucien Jean-Baptiste : Ahmed
- 2010 : Les Mains libres de Brigitte Sy : Fifi
- 2017 : Des amours, désamour de Dominic Bachy : Paul

### Télévision
- 2005 / 2009 : Kaamelott : Narses, général de Byzance (livres I et VI)
- 2006 : Commissaire Valence : Ange Vechiali (saison 4)
- 2007-2008 : Palizzi : Désiré (saisons 1 et 2)
- 2011 : Scènes de ménages : le frère de Cédric
- 2012 : Drôle de poker : ?
- 2013 : Platane : lui-même (saison 2)
- 2014 : Clem : un policier (saison 4, épisode 3)
- 2014 : Meurtres à Étretat : le procureur Lesourd
- 2015 : Camping Paradis : Michel du Mont (saison 7, épisode 1)
- 2016 : Commissariat central : ? (guest)
- 2017 : Joséphine, ange gardien : le directeur du magasin (saison 17, épisode 3)
- 2021 : Tropiques criminels : Emmanuel Briant (saison 2, épisode 7)
- 2021 : Tandem : le colonel François Gramont (saison 5, épisode 11)
- 2023 : Le Goût du crime de Chloé Micout : Olivier Potemski, le légiste
- 2023 : Camping Paradis : Dominik le Mage (saison 14, épisode 2)
- 2024 : Le Fantôme des Saintes de Marc Barrat : Ludovic Augustin
- 2024 : Père Noël à domicile de Manu Joucla : mari de Shirley

## Doublage
- 2022 : Bee et PuppyCat (en) : Wesley
- 2022 : Battlebots : Le Choc des robots : narration (saison 8)
- 2022 : Somebody Somewhere : Michael (Jon Hudson Odom) (saison 1)
- depuis 2023 : Transformers: EarthSpark : Breakdown

## Théâtre
- 2005 : J'dis franchement au théâtre Trévise, textes de Denis Maréchal, musique de Stéphane Lebaron, Robin & K-wet productions.
- 2010 : Passe la seconde !
- 2011 : Simplement Complexe de Philippe Elno, mise en scène Pierre-François Martin-Laval, Comédie de Paris.
- 2012 : Denis Maréchal joue ! mise en scène par Florence Foresti
- 2016 : Nuit d'ivresse de Josiane Balasko, mise en scène Dominique Guillo, Théâtre Michel
- 2018 : Denis Maréchal sur scène